# ساعت‌ساز دیوانه
ساعت‌ساز دیوانه (انگلیسی: The Crazy Clock Maker) یک فیلم کمدی صامت کوتاه به کارگردانی جرالد تی. هِـوِنـِر است که در سال ۱۹۱۵ منتشر شد. از بازیگران این فیلم می‌توان به بیلی باورز، اولیور هاردی و میبل پیج اشاره کرد.